# Abu Tij
Abu Tij (alternativ stavning Abu Teeg, arabiska أبوتيج, Abū Tīj) är en stad i Egypten och är en av de största städerna i guvernementet Asyut. Abu Tij ligger på västra sidan av Nilen, och folkmängden uppgår till cirka 90 000 invånare. 